# Британско-монгольские отношения
Британско-монгольские отношения — двусторонние дипломатические отношения между Великобританией и Монгольской Народной Республикой (МНР), позже с Монголией.
Государства являются членами Организации Объединённых Наций.

## История

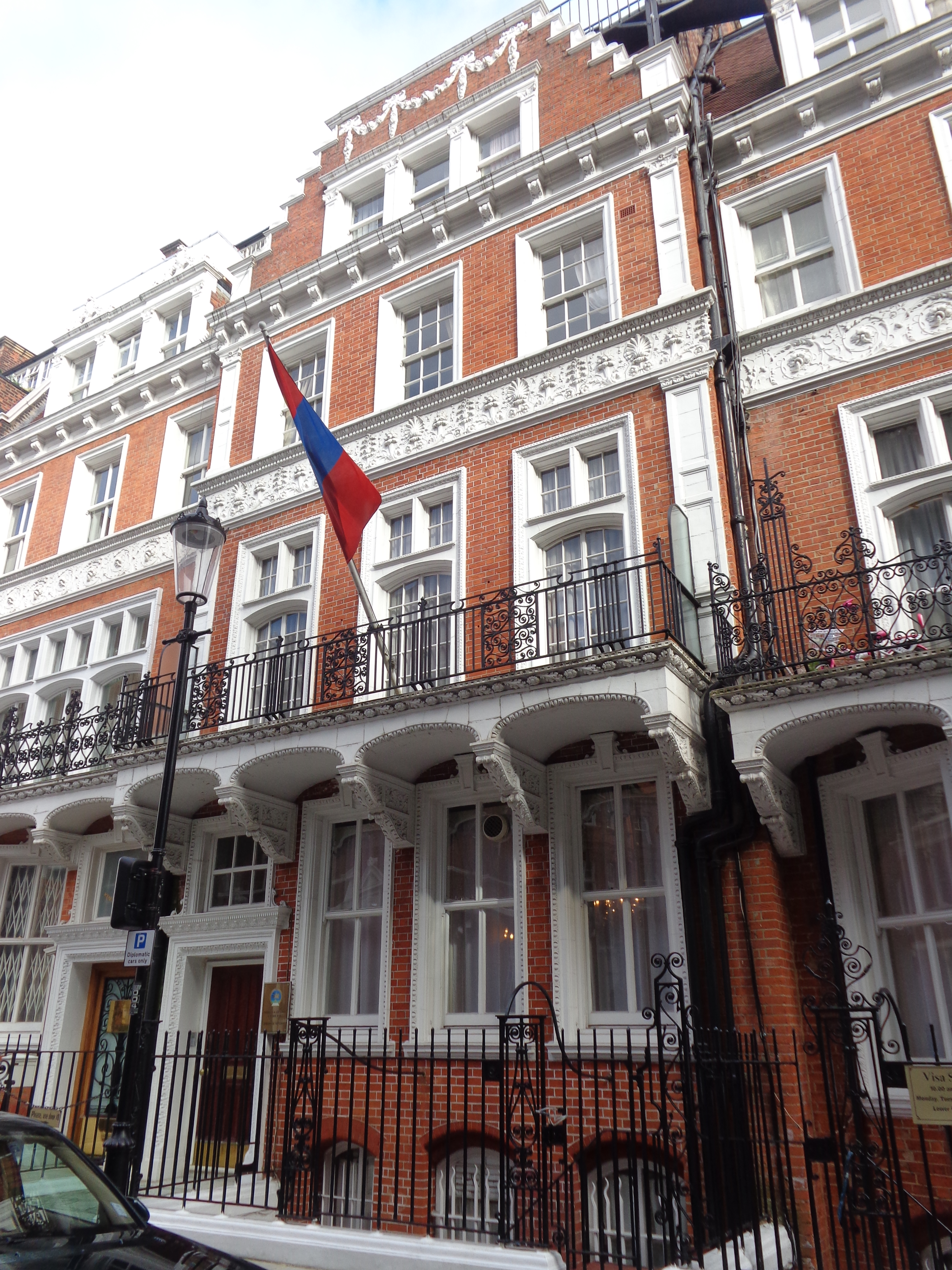
Посольство Монголии в Лондоне

В 1963 году Великобритания стала первым государством западного мира, установившим дипломатические отношения с Монголией. Между государствами сложились близкие отношения. В июле 2015 года премьер-министр Монголии осуществил визит в Великобританию, где выступил в Доме Азии. Государственный министр иностранных дел Великобритании Хьюго Свайр также присутствовал в Доме Азии и высоко оценил инвестиции Монголии для поиска решения проблемы изменения климата, а также отметил отмену смертной казни в 2012 году, назвав Монголию «ведущей страной среди своих соседей». С 2015 года Катрин Арнольди назначена послом Великобритании в Монголии (была в этой должности до 2018 года), а Тулга Нархуу — посол Монголии в Великобритании с 2013 года.

## Торговля и туризм
Торговые и инвестиционные связи между государствами крепкие и быстро растущие. Австралийско-британская компания «Rio Tinto» владеет монгольской шахтой Оюу-Толгой, одной из крупнейших в мире. Около 7000 британских граждан посещают Монголию каждый год, и около 4000 монголов проживают в Великобритании.

## Дипломатические представительства
- Великобритания содержит посольство в Улан-Баторе[8].
- Монголия имеет посольство в Лондоне[9].